# جاویدان (آلبوم)
جاویدان (به انگلیسی: Immortal) آلبوم ریمیکسی است از آهنگ‌های مایکل جکسون و جکسون فایو که در تور جهانی جاویدان اثر سیرک آفتاب (Cirque du Soleil) به عنوان موسیقی متن به کار رفت. در ۳ اکتبر ۲۰۱۱ کمپانی سونی خبر داد که بیش از ۴۰ آهنگ از جکسون‌ها و مایکل جکسون توسط جاستین تیمبرلیک، ریانا و به تهیه‌کنندگی کوین آنتونز ریمیکس شده و تنظیمی جدید صورت گرفته‌است.
آلبوم جاویدان، در ۲۱ ام نوامبر ۲۰۱۱، در دو نسخهٔ لوکس و معمولی توسط کمپانی اپیک رکوردز منتشر شد: نسخهٔ لوکس شامل دو سی‌دی و ۲۷ آهنگ و نسخهٔ معمولی شامل یک دیسک و ۲۰ آهنگ بود.